# Stodola Aurél
Stodola Aurél (Liptószentmiklós, 1859. május 11. – Zürich, Svájc, 1942. december 25.) teljes nevén Stodola Boleslav Aurél felvidéki származású svájci fizikus, mérnök, a gőz- és gázturbinák elméletének megalkotója.

## Családja
- édesapja Stodola András
- testvére Stodola Kornél
- testvére Stodola Emil

## Élete
Az elemi iskoláit szülővárosában végezte, majd a lőcsei német reálgimnáziumot látogatta és a kassai felsőbb állami reálgimnáziumban érettségizett. 1876-tól a Budapesti Műszaki és Gazdaságtudományi Egyetem diákja, majd 1877-től gépészmérnöknek tanul Zürichben.
1880-tól 1882-ig a Magyar Királyi Államvasutak Gépgyárában dolgozott Budapesten. 1883-ban a Berlini Műszaki Egyetem diákja lett és tanulmányait végül a Sorbonnon fejezte be Párizsban. 1884-ben rövid ideig a Csehmorva Gépgyárban dolgozott Prágában, majd a Ruston és Társa Gépgyárnál helyezkedett el szintén Prágában.
1892-ben elfogadta a Zürichi Műszaki Egyetem docensi ajánlatát, amelyen 1893-ban egyetemi tanár lett. Itt tevékenykedett egészen 1929-es nyugdíjazásáig.
1942. december 25-én halt meg Zürichben. 1989-től Liptószentmiklóson nyugszik.

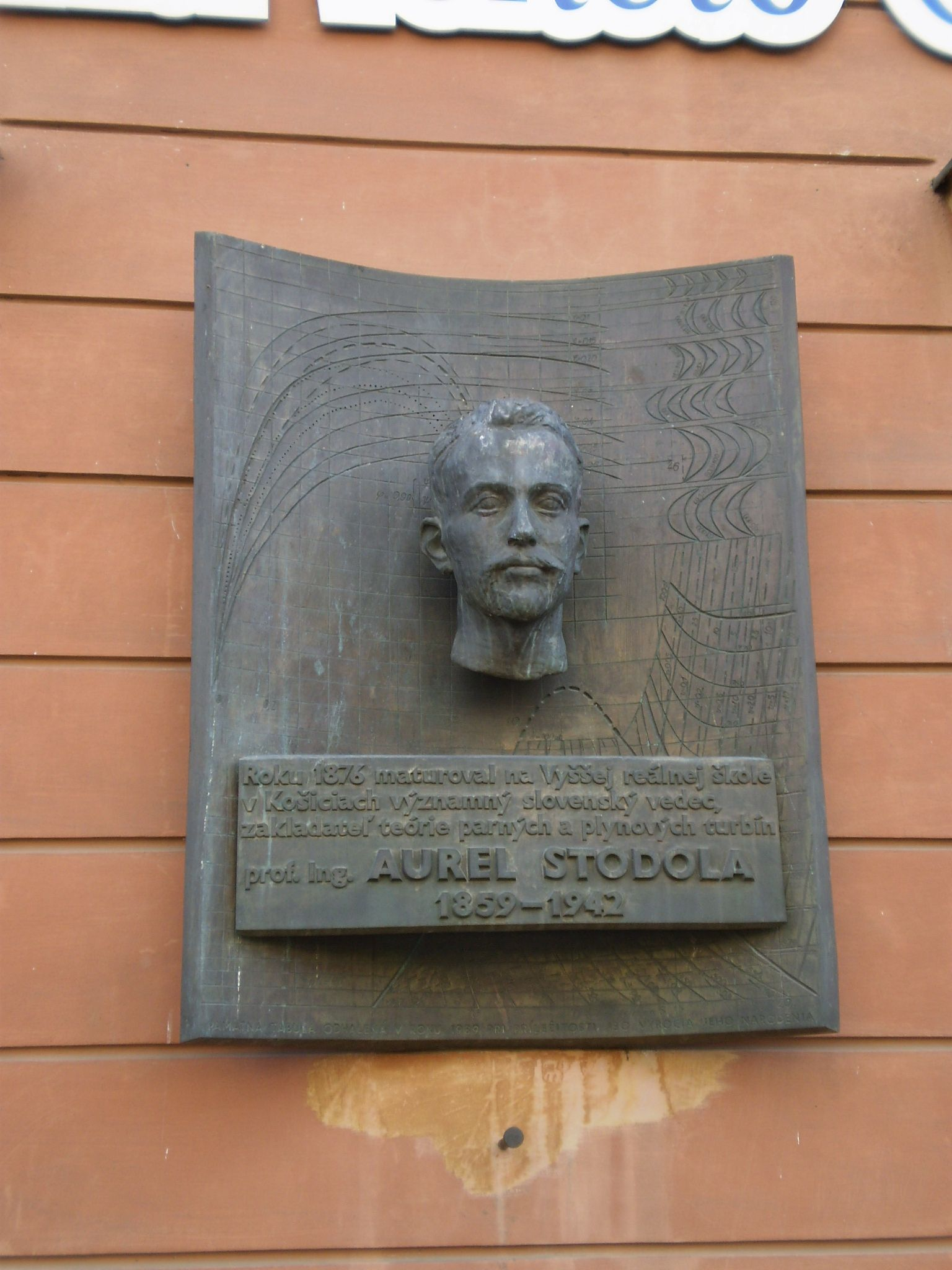
Stodola dombormű Kassán, a reáliskola falán, ahol érettségizett.

## Munkássága
Tudományos munkájában főképp a gépek automatizálásával foglalkozott, valamint lefektette a gőz- és gázturbinák működésének és tervezésének tudományos alapjait. A gőzre kiszámította és alkalmazta a Mollier-féle entrópia diagramot, amelyet később kibővített. Ferdinand Sauerbruch sebésszel együtt 1915-ben olyan kézprotézist szerkesztett, amely lehetővé tette a karcsonk-izom működtetését és amelyet róla neveztek el. Hasonló elven működtek a később szerkesztett láb- és lábfejprotézisek. Legnagyobb sikere a gőzturbinák elméletének megalkotása volt. Számításai és szerkesztési elvei a gépészet ezen ágának alapját fektették le. Zürichben a zürichi műegyetemen Stodola Aurél a gépészmérnöki tudományok professzora volt, többek között Albert Einstein is tanítványa volt. Személyesen vett részt az első gőzturbinák megalkotásában, nevezetesen a svájci Brown, Boveri & Cie cégnél, ahol az első villamos generátort hajtó gőzturbinát tervezte.
Legfőbb műve a Die Dampfturbinen und ihre Aussichten als Wärmekraftmaschinen (Gőzturbinák és alkalmazási lehetőségeik mint hőerőgépek) 1903-ban Berlinben jelent meg és később több világnyelvre lefordították. Fokozatosan újabb és újabb fejezetekkel bővítette és hatodik kiadása 1924-ben már 1 142 oldalas volt. 1922-ben Berlinben megjelent a következő jelentős műve a Dampf und Gas-Turbinen (Gőz- és gázturbinák), 1931-ben szintén Berlinben jelenik meg a Gedanken zu einer Weltanschauung vom Standpunkt des Ingenieurs (Gondolatok a mérnöki álláspontok világnézetéről), amelyet 1937-ben Zürichben adott ki 1937-ben a Die geheimnisvolle Naturweltanschauliche Betrachtung (A rejtélyes természettudományos világnézet) címen.
Több tudományos társaság és egyetem kitüntetéseit elnyerte. 1901-ben a Zürichi Egyetem díszdoktora lett, 1905-ben doktori címet kapott a hannoveri műszaki főiskolától, majd négy év múlva a Zürichi Műszaki Főiskolától is. 1908-ban megkapta a legnagyobb német mérnöki kitüntetést, a Grashof-emlékérmét (Grashof-Denkmünze, Franz Grashof gépészmérnökről elnevezve) és 1940-ben megkapta az angol James Watt arany emlékérmet. Díszdoktorává avatta a Brünni Német Műszaki Intézet és 1929-ben a prágai Cseh Műszaki Egyetem (ČVUT). A Francia Tudományos Akadémia levelező tagja volt.
Róla nevezték el a (3981) Stodola kisbolygót.
A Szlovák Műszaki Egyetem születésének 150. évfordulójára 2009-et Stodola Aurél emlékévnek hirdette meg.
A Szlovák Nemzeti Bank történetében először idén adott ki euró emlékérmet Stodola Aurél képmásával. Az ezüst érem nominális értéke 10 euró, a pénzérme törvényes fizetőeszköz, de csak Szlovákia területén.

## Művei
- Die Dampfturbinen und ihre Aussichten als Wärmekraftmaschinen (Gőzturbinák és az ő alkalmazási lehetőségük mint hőerőgépek, Berlin, 1903)
- Dampf und Gas-Turbinen (Gőz- és gázturbinák, Berlin, 1922)
- Gedanken zu einer Weltanchauung vom Standpunkte des Ingenieurs (Gondolatok a mérnöki álláspontok világnézetéről, Berlin, 1931)
- Die geheimnisvolle Naturweltanschauliche Betrachtung (A rejtélyes természettudományos világnézet, Zürich, 1937)

## Fordítás
- Ez a szócikk részben vagy egészben  az   Aurel Stodola című szlovák Wikipédia-szócikk ezen változatának fordításán alapul.  Az eredeti cikk szerkesztőit annak laptörténete sorolja fel. Ez a jelzés csupán a megfogalmazás eredetét és a szerzői jogokat jelzi, nem szolgál a cikkben szereplő információk forrásmegjelöléseként.